# Lasmiditan
Le Lasmiditan est un médicament antimigraineux vendu sous le nom de marque Reyvow.

## Mode d'action
Il s'agit d'un activateur du récepteur 5-HT1F.

## Usage médical
Le Lasmiditan est un médicament utilisé pour traiter les migraines. Ce n'est pas utile à titre préventif. Le médicament est pris par voie orale. Le médicament est moins efficace et plus cher que le sumatriptan.

## Effets secondaires
Les effets secondaires de ce médicament  comprennent des étourdissements, de la fatigue ou des engourdissements. D'autres effets secondaires peuvent inclure le syndrome sérotoninergique, des maux de tête dus à une surconsommation de médicaments ou une mauvaise coordination. Le risque d'utilisation abusive est faible. La sécurité de ce médicament pendant la grossesse n'est pas claire.

## Histoire
Le médicament a été approuvé pour un usage médical aux États-Unis en 2019. Aux États-Unis, le coût est d'environ 83 dollars américains  par dose de 100 mg en 2021. Il n'est pas disponible au Royaume-Uni ni en Europe à partir de 2021.